# گل‌آتشیان
گُل‌آتشیان (Polemoniaceae) رده‌ای از خلنگ‌سانان علفی یک یا چند ساله یا به‌ندرت چوبی با هجده سرده و ۳۰۰ گونه که اغلب در آمریکای شمالی می‌رویند، ولی در نواحی معتدل غرب آمریکای جنوبی و اوراسیا نیز یافت می‌شوند؛ گل‌های لوله‌ای پنج لَپی قیف‌شکل آنها به صورت خوشه یا سرمانند است؛ تخمدان این گیاهان سه‌حجره‌ای است و خامه‌های آنها به سه کلاله باریک منتهی می‌شود.